# Михаило Ковачевић
Михаило Ковачевић (Паштрић, код Мионице, 14. јуна 1878 — Штип, 5. октобар 1927) је био потпуковник Војске Краљевине Србије и бригадни генерал Југословенске војске. Учесник је Балканских и Првог светског рата. Борио се на Солунском фронту и командовао је Гвозденим пуком у време пробоја Солунског фронта и ослобађања Србије.

## Биографија
Рођен је 14. јуна 1878 у Рибници, локалитету у атару мионичког села Паштрић, од мајке Анке и оца Владимира, обоје учитељи, у Основној школи у Паштрићу, код манастира Рибница. Његов отац је био рођени брат министра Љубомира Ковачевића.
Пет разреда гимназије је завршио у Крагујевцу, а шести у Крушевцу. Завршио је Нижу војну академију (1896—1899), као питомац XXIX класе, после чега је произведен у пешадијског потпоручника.
Био је командир вода у 19. пешадијском пуку до 1901, а затим је радио као наставник гимнастике и помоћник старешине класе на Војној академији (1901—1908). Године 1902. је унапређен у чин поручника. Затим је враћен у Крагујевац.
Учествовао је Мајском преврату 1903.
У чин капетана је произведен 1908. Од 1909. године је био председник Крагујевачког Сокола, које је под његовим руководством доживело осетан напредак.
Као мајор је 1912. учествовао на Свесловенском соколском слету у Прагу. 
Пре Балканских ратова је био активан у Народној одбрани, као члан Витешке секције Сокола.
У Балканским ратовима се борио као командир I чете I батаљона XIX пешадијског пука I позива и I батаљона VIII пешадијског пука II позива. Године 1913. Бугари су га заробили код Криве Паланке, док је бранио свој положај, али је успео да се спасе.

Као старешина Соколског друштва у Крагујевцу и познат национални радник довођен је у везу са Сарајевским атентатом 1914.

На почетку Првог светског рата је учествовао у операцијама Шумадијске дивизије, а након повлачења српске војске на Крф, учествовао је на Солунском фронту, у оквиру Тимочке (1916) и Шумадијске дивизије (1917), као помоћник команданта пука. Био је командант Другог пешадијског пука Моравске дивизије, односно Гвозденог пука од 11. маја до 23. децембра 1918, који је учествовао у борбама за ослобођење Србије.
На првом Соколском сабору у Новом Саду 1919. је изабран за референта и одборника Војно-техничког одбора.
Након рата је обављао низ значајних функција у војсци.
Послат је у Загреб, где је био командант 35. пешадијског пука, кога је сам формирао од јужнословенских припадника четири аустроугарска пука.
Године 1920. је унапређен у чин пуковника и пребачен је у Скопље, за команданта 20. пешадијског пука. Од новембра 1922. године је био командант пешадијске бригаде Вардарске дивизијске области, након чега је прешао у Штип.  Иако није имао одговарајућу школску спрему, 1. децембра 1925. у Штипу је унапређен у чин бригадног генерала.
У Штипу је основао официрски дом. На његову иницијативу су подигнути спомен костурница и капела војницима погинулим на Брегалници 1913. Дуго је био начелник Сокола у Штипу. Доста је радио на просвећивању народа у Јужној Србији и заштити његових националних интереса.
Био је ожењен Зорком (рођеном Радичевић), али нису имали деце.
Заједно су основали Фонд за помоћ сиромашној деци. Она је у Штипу била председница Кола српских сестара. Основала је и водила Женску радничку школу са 60 полазница.
Због велике популарности, у Штипу су га из заседе убили припадници ВМРО. Пошто је погођен испред своје куће, преко пута цркве Светог Николе, са три револверска метка, два у главу и један у срце, остао је на месту мртав.
Његова погибија и сахрана широм земље су наишли на велике осуде и претворене су у политичке манифестације.
Свечани спровод његових посмртних остатака, возом од Штипа преко Велеса, Скопља, Куманова и Ниша до Београда је трајао наредна два дана.
Београђани су му одали последњу пошту у Официрском дому 8. октобра. У току истог дана, у Београду и у унутрашњости, Народна одбрана је организовала протестне митинге против македонских комита, али и званичне Бугарске.
Атентатори су ухваћени наредног јутра у једној од пећина код Радовишта и пошто су пружали оружани отпор, двојица су убијена, док је један ухапшен.
Након опела у Саборном храму, који је одржао Патријарх српски Димитрије и свечане пратње кроз центар града, уз пригодне говоре, Ковачевић је сахрањен о државном трошку, 9. октобра у Алеји великана на Новом гробљу у Београду. 
Одмах по његовом убиству, на седници општинског одбора Штипа је одлучено да највећи трг у том граду, пијаца код Шедрвана носи његово име. На тргу је подигнут споменик, а на месту погибије је постављена спомен плоча, које су уништили Бугари за време Другог светског рата.
Одликован је многобројним домаћим и страним одликовањима за храброст. Носилац је Карађорђеве звезде IV степена, Споменице за долазак на престо краља Петра I, Медаље за војничке врлине, Сребрне медаље за храброст, Медаље за храброст, Златне медаље за храброст, Карађорђеве звезде с мачевима IV степена, Сребрне медаље за ревносну службу, Албанске споменице, Ордена Белог орла, Оредена Светог Саве IV и III реда, Француског ратног крста дивизијског ранга, Чехословачког великог крста.